# Wiedenmeyeria
Wiedenmeyeria là một chi nhện trong họ Ctenidae.